# متحف لوس جاتوس الجديد
متحف لوس جاتوس الجديد (بالإنجليزية: New Museum Los Gatos) ويُعرَف اختصارًا بـ NUMU بينما كان يُعرف سابقًا باسم متاحف لوس جاتوس (بالإنجليزية: Los Gatos Museums) هو متحفٌ وموقع سياحي تأسَّسَ عام 1965، وهو متحفٌ عامٌ غير هادفِ للربح. يُركّز هذا المتحف على الفنون والتاريخ ويقعُ في سيفيك سنتر بلازا (بالإنجليزية: Civic Center Plaza) في وسط مدينة لوس غاتوس في كاليفورنيا، تتمثل مهمة هذا المتحَف في إشراك المجتمع في تقاطع الفن والتاريخ والتعليم من خلال المعارض والبرامج والتجارب المبتكرة والمتصلة محليًا والعالمية. يُرحّب المتحَف بأكثر من 4000 زائر سنويًا.

## التاريخ
افتُتحَ متحف لوس جاتوس الجديد في لوس جاتوس في حزيران/يونيو 2015 بمساحة عرض أكبر بثلاث مرات من الموقع الرئيسي السابق.، مما أتاحَ لهُ العمل بشكل أفضل كمركز مجتمعي لجميع الأعمار مع وجهات نظر جديدة حول تاريخ منطقة خليج سان فرانسيسكو وفنها وابتكاراتها. احتُفلَ بالذكرى الخمسين لتأسيسِ متحف لوس جاتوس في شكله التاريخي والقديم في عام 2015. أُعيدَ تصميم العلامة التجارية وترويجها مجددًا بقيادة المديرة التنفيذية ليزا كوسسينو، التي ساعدت في تغيير وإعادة تسمية متحف مونتيري (MoM) في عام 2011. يتكوّن متحف لوس جاتوس الجديد (أو متحف لوس غاتوس الجديد كما يردُ في مصادر أخرى) من مجموعات متحف الفن السابق في لوس جاتوس في شارع تايت (بالإنجليزية: Tait Avenue) ومتحف التاريخ في فوربس ميل (بالإنجليزية: Forbes Mill)، المعروف سابقًا باسم متاحف لوس جاتوس، والذي تأسَّسَ في عام 1965.

## المهمة
تتمثل مهمة متحف لوس جاتوس الجديد في «إشراكِ المجتمع في تقاطع الفن والتاريخ والتعليم من خلال المعارض والبرامج والتجارب المبتكرة والمتصلة محليًا وذات الصلة عالميًا».

## المعارض
يحتوي متحف لوس جاتوس الجديد على طابقين من مساحات المعارض التي تستضيفُ حوالي 10 معارض دورية للفنون والتاريخ سنويًا. يقعُ المبنى الذي تبلغ مساحته 6000 قدم مربع في مركز لوس جاتوس سيفيك.

## البرامج
يُقدّم المتحف برامج وورش عمل وبرامج شبابية ودروس ومحادثات فنية شخصية وافتراضية. إنّ مايكر سبايس (بالإنجليزية: MakerSpace) عبارة عن استوديو متعدد الأوجه حيث يمكن للطلاب وأسرهم الاستكشاف والاكتشاف والإبداع في المتحَف. توفر هذه المساحة ورش عمل عملية وأيامًا فنية للعائلة وبرامج ما يُعرَف بشارة فتيات الكشافة (بالإنجليزية: Girl Scout Badge) للجميع لتعلم طرق جديدة للإبداع تحت إشراف فنانين ومصممين خبراء، بالإضافة إلى فرص لجميع أفراد الأسرة لاستكشاف مجموعة متنوعة من المواد والفنون الأشكال والتعبيرات. البرامج مستوحاة من المعارض الحالية والفن والتاريخ المعروض في صالات العرض. يقدم فليك ستوديو (بالإنجليزية: Flick Studio) تدريبًا فنيًا تقليديًا من خلال فصول استوديو المناهج الكاملة للفنانين من جميع المستويات لتعلم مهارات جديدة وتطوير المهارات التي لديهم بالفعل. تشمل ورش الرسم والتلوين: ورش الرسم والتلوين بالزيت والتطريز.

## روابط خارجية
- الموقع الرسمي